# ونتریلینگپورم
ونتریلینگپورم (به انگلیسی: Ventrilingapuram) یک روستا در هند است که در Tirunelveli district واقع شده‌است.

## خصوصیات
ونتریلینگپورم ۲٬۰۸۰ نفر جمعیت دارد.